# Région de Mackay
Pour les articles homonymes, voir Mackay.
La région de Mackay est une nouvelle zone d'administration locale dans l'est du Queensland en Australie.
Le 15 mars 2008, elle a été créée par la fusion de la ville de Mackay avec les comtés de Mirani et de Sarina.
Elle élit dix conseillers et un maire.
Elle comprend les villes de Mackay (city) ainsi que Dalrymple Bay, Eungella, Finch Hatton, Gargett, Hay Point, Koumala, Marian, Mirani, North Eton, Pinnacle and Sarina.